# HD 104035
HD 104035，又名CP-63 2073，SAO 251664、HR 4578，是一颗恒星，视星等为5.61，位于銀經297.27，銀緯-2.05，其B1900.0坐标为赤經11h 53m 44.8s，赤緯-63° -2.05′ 58″。